# Tillandsia lotteae
Tillandsia lotteae är en gräsväxtart som beskrevs av H.Hrom. och Werner Rauh. Tillandsia lotteae ingår i släktet Tillandsia och familjen Bromeliaceae. Inga underarter finns listade i Catalogue of Life.

## Bildgalleri

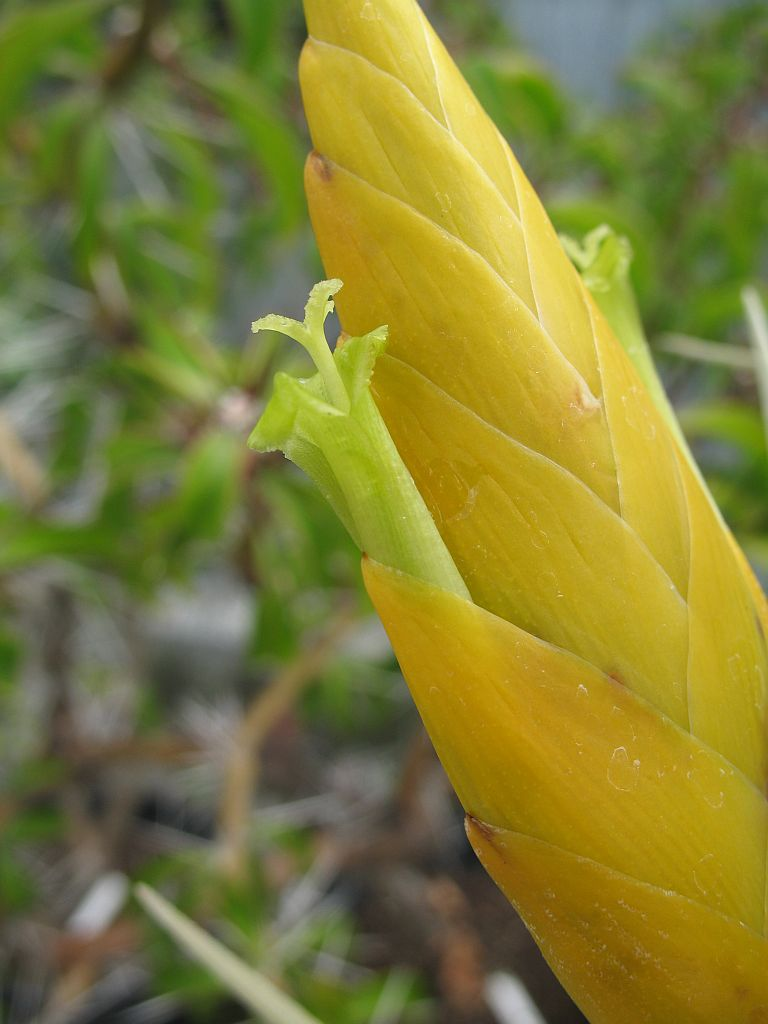
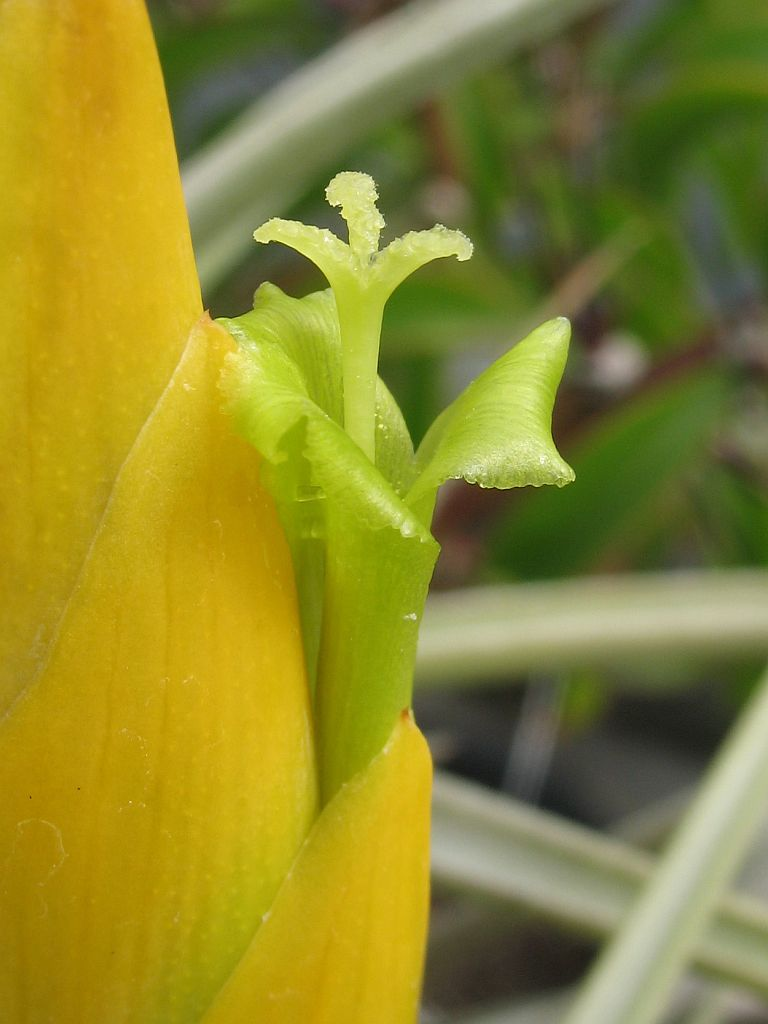
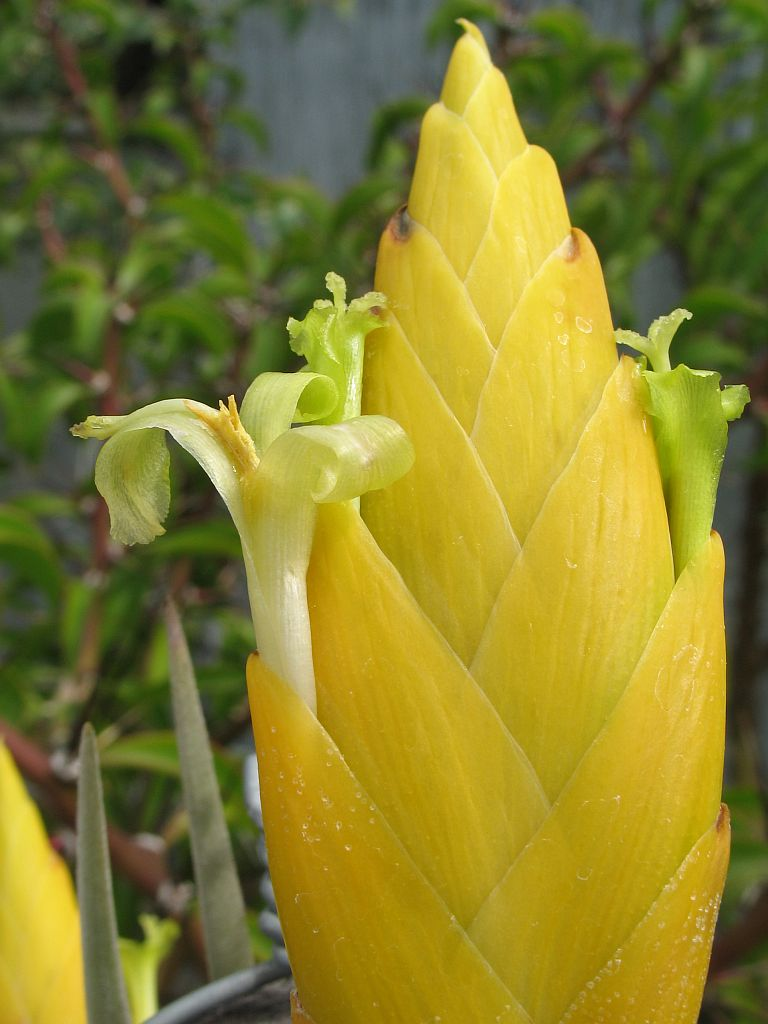
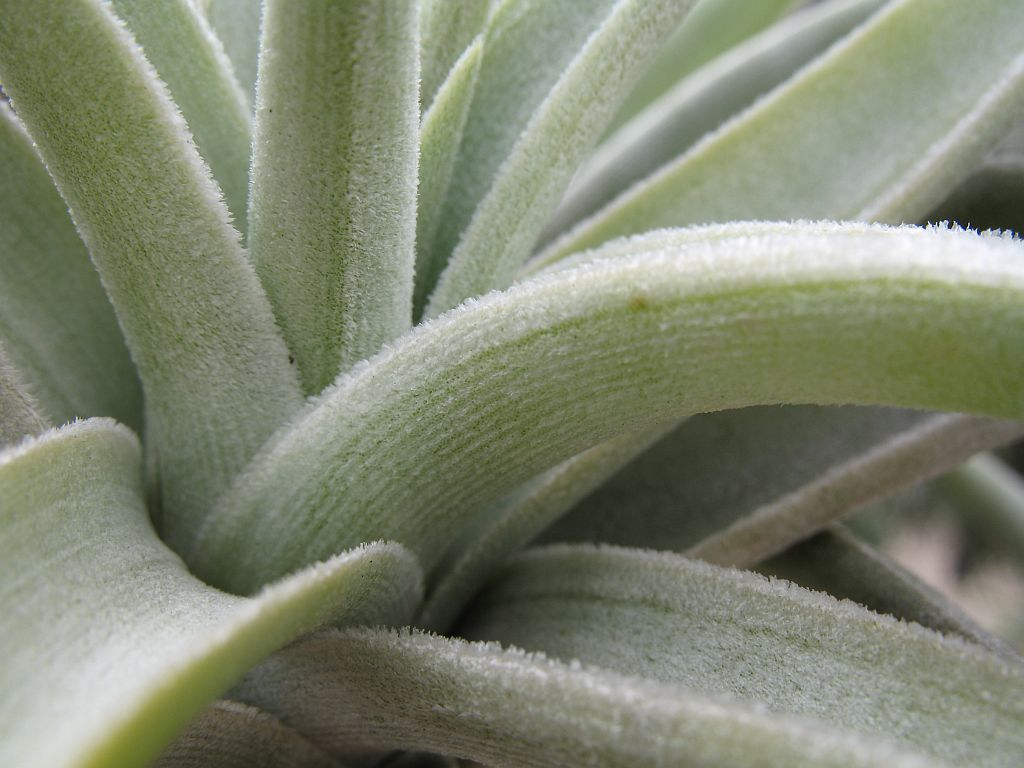